# Anarta rupestralis
Anarta rupestralis là một loài bướm đêm trong họ Noctuidae.